# 로만 토이
로만 토이(에스토니아어: Roman Toi, 1916년 6월 18일 에스토니아 빌리안디 주 ~ 2018년 5월 7일 캐나다 온타리오주 토론토)는 에스토니아, 캐나다의 음악가이다. 9편의 칸타타(1953년부터 1977년까지 작곡함), 3편의 교향곡(1969년, 1972년, 1974년에 작곡함), 80편이 넘는 합창곡을 작곡했다.

## 생애
1942년부터 1943년까지 클레멘스 크라우스(Clemens Krauss)의 지도를 받으면서 오스트리아 잘츠부르크 모차르테움 대학교, 스위스 몽트뢰 고등학술연구회에 재학한 경력을 갖고 있다. 6년 동안 유럽 각지의 합창단, 극장, 라디오 방송국을 순회하면서 작곡, 지휘를 연구했다.
1949년에는 캐나다 몬트리올로 이주했으며 1951년에는 토론토로 이주했다. 1952년에는 에스토니아 남자 합창단에서 음악가로 활동했고 1957년부터 1972년까지 에스토니아 혼성 합창단의 지휘자를 맡았다. 1957년에는 캐나다 시민권을 취득했다.
1971년부터 1973년까지 캐나다 왕립음악학원에서 작곡을 전공했으며 1974년에는 음악 이론, 지휘, 작곡 교사를 역임했다. 1973년부터 1974년까지 온타리오 주 합창단 연맹의 회장을 역임했고 1976년에는 85회에 걸쳐 진행된 에스토니아 합창단의 북아메리카 공연을 맡았다.